# بمب‌گذاری ۲۰۱۵ مسجد کویت
بمب‌گذاری در مسجد کویت حمله انتحاری به یک مسجد شیعیان در شهر کویت پایتخت کشور کویت در تاریخ ۲۶ ژوئن ۲۰۱۵ بوده است. این بمب‌گذاری که ادعا می‌شود توسط داعش انجام شده است ۲۷ کشته و ۲۲۷ زخمی برجای گذاشته است. در این حمله انتحاری ۳ تن از شهروندان ایران نیز کشته شدند.
مسجد امام صادق یکی از قدیمی‌ترین مساجد کویت به شمار می‌رود و در منطقه صوابر در شرق کویت قرار دارد.

وزارت کشور کویت عامل حمله انتحاری را فردی به نام فهد سلیمان عبدالمحسن القباع اعلام کرده و اضافه کرده این شهروند عربستان ساعاتی پیش از حمله با پروازی وارد کویت شده بود.